# Huanshan (sockenhuvudort i Kina, Heilongjiang Sheng, lat 47,72, long 130,65)
Huanshan (kinesiska: 环山, 环山乡) är en sockenhuvudort i Kina. Den ligger i provinsen Heilongjiang, i den nordöstra delen av landet, omkring 380 kilometer nordost om provinshuvudstaden Harbin. Antalet invånare är 2 941. Befolkningen består av 1 203 kvinnor och 1 738 män. Barn under 15 år utgör 10,0 %, vuxna 15-64 år 84 %, och äldre över 65 år 5,0 %.
Runt Huanshan är det ganska glesbefolkat, med 39 invånare per kvadratkilometer. Närmaste större samhälle är Gongqing Nongchang, 17,3 km söder om Huanshan. Trakten runt Huanshan består till största delen av jordbruksmark.
Genomsnittlig årsnederbörd är 937 millimeter. Den regnigaste månaden är juli, med i genomsnitt 225 mm nederbörd, och den torraste är januari, med 10 mm nederbörd.